# Nyctimystes narinosus
Espèce
Synonymes
- Nyctimystes narinosa Zweifel, 1958
- Litoria narinosa (Zweifel, 1958)

Statut de conservation UICN

 LC  : Préoccupation mineure
Nyctimystes narinosus est une espèce d'amphibiens de la famille des Pelodryadidae.

## Répartition
Cette espèce est endémique de Nouvelle-Guinée. Elle se rencontre dans le centre de l'île au dessus de 1 900 m d'altitude dans la chaîne Sepik-Wahgi en Indonésie et les monts Schrader en Papouasie-Nouvelle-Guinée.

## Description
La femelle holotype mesure 64 mm.

## Publication originale
- Zweifel, 1958 : Frogs of the Papuan hylid genus Nyctimystes. American Museum novitates, no 1896, p. 1-51 (texte intégral).